# Cantón de Marmande-Este
El cantón de Marmande-Este era una división administrativa francesa, que estaba situada en el departamento de Lot y Garona y la región de Aquitania.

## Composición
El cantón estaba formado por nueve comunas, más una fracción de la comuna que le daba su nombre:
- Agmé
- Birac-sur-Trec
- Fauguerolles
- Gontaud-de-Nogaret
- Hautesvignes
- Longueville
- Marmande (fracción)
- Saint-Pardoux-du-Breuil
- Taillebourg
- Virazeil

## Supresión del cantón de Marmande-Este
En aplicación del Decreto n.º 2014-257 de 26 de febrero de 2014, el cantón de Marmande-Este fue suprimido el 22 de marzo de 2015 y sus 10 comunas pasaron a formar parte; ocho del nuevo cantón de Marmande-2, una del nuevo cantón de Las Laderas de Gascuña y una del nuevo cantón de Tonneins.